# فادي فريد
فادي فريد (مواليد 12 أغسطس 1997) هو لاعب كرة قدم مصري يلعب كمهاجم في نادي البنك الأهلي.